# Rest der Welt
Bei Sport- und anderen Veranstaltungen wird mit der Bezeichnung Rest der Welt eine ad-hoc-Teilnehmergruppe erstellt, in der alle Teilnehmer zusammengefasst werden, die nicht für eine der teilnehmenden Nationen mitmachen.

## Teilnahme von Personen aus Nicht-Teilnehmernationen
Bei Wettbewerben mit Nationenwertung sind ausschließlich Personen oder Equipen der teilnehmenden Staaten startberechtigt. Alle Personen aus anderen Staaten haben keine Möglichkeit, teilzunehmen. Ausnahmsweise ist eine Wertung für einzelne Personen unter einer der teilnehmenden Nationen möglich – dies hängt aber vom Goodwill letzterer ab.
Damit auch Personen von nicht teilnehmenden Nationen mitmachen können, werden diese bei verschiedenen Veranstaltungen als Rest der Welt in einer ad-hoc-quasi-Nation als eine weitere Teilnehmergruppe zusammengefasst. Oftmals haben diese Personen nicht sämtliche aktiven und passiven Rechte wie Personen von Teilnehmernationen, können aber dennoch in verschiedener Hinsicht eingebunden werden. Diese starten dann unter der Pseudo-Nation Rest der Welt. Damit kann dieses Teilnehmerfeld wie eine der teilnehmenden Nationen gewertet werden.
Bei Einzelwettbewerben ist eine Teilnahme unproblematisch. Oftmals werden jedoch auch Equipen aus verschiedenen Ländern ad-hoc zusammengestellt. Diese haben dann natürlich nicht die (oft jahrelange) Erfahrung wie die Nationalequipen der teilnehmenden Länder. Unter dieser Konstellation ist es aber auch möglich, dass sich die besten Spieler aus verschiedenen Nationen zu einer Equipe zusammenfinden, um dann spektakuläre Events auf höchstem Niveau bieten zu können.

## Beispiele im Sport
- Schach
  - Kasparov versus the World 1999
  - UdSSR gegen den Rest der Welt
- Rugby
  - Rugby-Team Other Nationalities aus nicht-Englischen Spielern von 1904 bis 1975
  - Rugby Union – British and Irish Lions gegen British Lions v The Rest in 1986
- Basketball
  - NBA – Rising Stars Challenge mit einem Team USA gegen ein Team World seit 2015
- Cricket
  - Rest of the World Teams
- Fußball
  - World XI
  - England gegen den Rest der Welt 1963
- Golf

## Eurovision Song Contest

Die Flagge, unter der die Televoting-Teilnehmer zusammengefasst werden, die keine der Telefonnummern aus den teilnehmenden Nationen wählen können.

Am 22. November 2022 gab die EBU bekannt, dass beim Eurovision Song Contest künftig auch Televoting von außerhalb der Teilnehmerstaaten möglich werden soll. Diese wurden unter Rest der Welt geführt.
| Ergebnis  | Halbfinale 1 | Halbfinale 2 | Finale     |
| --------- | ------------ | ------------ | ---------- |
| 12 Punkte | Israel       | Albanien     | Israel     |
| 10 Punkte | Finnland     | Armenien     | Finnland   |
| 8 Punkte  | Lettland     | Österreich   | Armenien   |
| 7 Punkte  | Schweden     | Australien   | Schweden   |
| 6 Punkte  | Portugal     | Slowenien    | Albanien   |
| 5 Punkte  | Tschechien   | Belgien      | Ukraine    |
| 4 Punkte  | Moldau       | Litauen      | Norwegen   |
| 3 Punkte  | Kroatien     | Island       | Kroatien   |
| 2 Punkte  | Serbien      | Estland      | Spanien    |
| 1 Punkt   | Malta        | Georgien     | Frankreich |

| Ergebnis  | Halbfinale 1 | Halbfinale 2 | Finale       |
| --------- | ------------ | ------------ | ------------ |
| 12 Punkte | Ukraine      | Israel       | Israel       |
| 10 Punkte | Irland       | Niederlande  | Ukraine      |
| 8 Punkte  | Kroatien     | Armenien     | Kroatien     |
| 7 Punkte  | Slowenien    | Estland      | Irland       |
| 6 Punkte  | Luxemburg    | Schweiz      | Schweiz      |
| 5 Punkte  | Litauen      | Griechenland | Armenien     |
| 4 Punkte  | Serbien      | Georgien     | Luxemburg    |
| 3 Punkte  | Portugal     | Norwegen     | Griechenland |
| 2 Punkte  | Australien   | San Marino   | Frankreich   |
| 1 Punkt   | Finnland     | Tschechien   | Italien      |

| Ergebnis  | Halbfinale 1 | Halbfinale 2 | Finale       |
| --------- | ------------ | ------------ | ------------ |
| 12 Punkte | Albanien     | Israel       | Israel       |
| 10 Punkte | Ukraine      | Lettland     | Albanien     |
| 8 Punkte  | Island       | Tschechien   | Ukraine      |
| 7 Punkte  | Schweden     | Griechenland | Griechenland |
| 6 Punkte  | Polen        | Finnland     | Schweden     |
| 5 Punkte  | Portugal     | Litauen      | Finnland     |
| 4 Punkte  | Estland      | Dänemark     | Polen        |
| 3 Punkte  | Norwegen     | Malta        | Spanien      |
| 2 Punkte  | Kroatien     | Australien   | Estland      |
| 1 Punkt   | Niederlande  | Irland       | Österreich   |